# Häljarp
Häljarp is een dorp in de gemeente Landskrona in de Zweedse provincie Skåne. Het dorp heeft een inwoneraantal van 2561 (2005) en een oppervlakte van 135 hectare. Het dorp is gelegen ten oosten van de snelweg E6.